# Dušan Rajković
Dušan Rajković (serbisch-kyrillisch Душан Рајковић; * 17. Juni 1942 in Kruševac) ist ein serbischer Schachspieler und -trainer.
Bei der Jugoslawischen Einzelmeisterschaft im Jahre 1983 wurde er geteilter Erster. Im gleichen Jahr stand er in der jugoslawischen Auswahl bei der Europameisterschaft, wo er in fünf Partien eingesetzt wurde und jeweils remis spielte.
Im Jahre 1974 wurde ihm der Titel Internationaler Meister (IM) verliehen. Der Großmeister-Titel (GM) wurde ihm 1977 verliehen.
| Hier fehlt eine Grafik, die leider im Moment aus technischen Gründen nicht angezeigt werden kann. Wir arbeiten daran! |